# پنیر پیتزا
پنیر پیتزا (به انگلیسی: Pizza cheese) شامل چندین نوع پنیر و محصول لبنی است که برای استفاده در تهیه پیتزا تولید می‌شود. پنیر پیتزا شامل پنیر اصلاح و فراوری شده مانند پنیر موزارلا و غیره است. اصطلاح پنیر پیتزا، می‌تواند به هر نوع پنیر مناسب برای تهیه پیتزا اشاره داشته باشد. متداول‌ترین نوع پنیر مورد استفاده برای پیتزا عبارت‌اند از پنیرهای موزارلا (حدود ۳۰ درصد)، پروولون، چدار و پارمیزان است. علاوه بر این، پنیرهای امنتال، رومانو و ریکوتا نیز اغلب به عنوان طعم دهنده  و همچنین در تولید پنیر پیتزا برای تولید انبوه پیتزا استفاده می‌شوند. برخی از پنیرهای پیتزایی که برای تولید انبوه پیتزا استفاده می‌شوند، پس از تولید منجمد می‌شوند و به‌همان صورت نیز حمل و نقل می‌شوند.
پنیر پیتزا، به منظور داشتن کیفیت بهینه در قهوه‌ای شدن، آب شدن، کشش و محتوای چربی و رطوبت، فرآوری می‌شود. مطالعه‌ها و آزمایش‌های مختلفی پیرامون بررسی اثر روغن نباتی روی فرایند تولید و فراوری، دناتوره شدن پروتیین آب پنیر و عوامل دیگر مؤثر بر کیفیت پنیر، انجام شده‌است. مطابق تخمین صورت پذیرفته در سال ۱۹۹۷، تولید سالانه پنیر پیتزا در ایالات متحده آمریکا برابر با ۲ میلیارد پوند و در اروپا معادل ۲۰۰ میلیون پوند بوده‌است. میزان تقاضا برای تولید پنیر در اروپا تا سال ۲۰۰۰ تا هشت درصد افزایش یافت. روند پیوسته و روبه‌رشد تولید و مصرف پنیر موزارلا و پیتزا تا دهه اول قرن ۲۱ میلادی در ایالات متحده آمریکا ادامه داشته‌است.

## روش تهیه
پنیر پیتزا به عنوان یکی از انواع محصولات لبنی، با استفاده از دیگر لبنیات اصلی تهیه می‌شود. در تولید این پنیر، ابتدا استارترهای آب پنیر به شیر حاوی باکتری های ترموفیل اضافه می‌شود و سپس به شیر این امکان را می‌دهند تا دوران رسیدن را طی کند و به اصطلاح برسد.
در مرحله بعد، مایه پنیررنت به شیر اضافه می‌شود تا لخته تشکیل شود. سپس لخته بزرگتر بریده می‌شود و به قطعات کوچکتر تقسیم می‌شود. بعد از مدتی، لخته‌ها را هم می‌زنند تا قسمت مایع آن‌ها جدا شود. سپس لخته‌ها را از آب جدا می‌کنند و در زیر فشار قرار می‌دهند تا آبشان گرفته شود و سفت شوند. این کار باعث می‌شود بافت پنیر کمی کش‌دار و لاستیک‌مانند شود.
در مرحله بعد، با حرارت دادن به آن، حالت کشش‌پذیری پنیر بیشتر می‌شود. برای ایجاد بافت مناسب و کشش پذیری، پنیر به حالت خمیر درآورده و می‌کشند تا بافت مناسب ایجاد شود. البته کیفیت پنیر پیتزا بیشتر به روش تولید و مدت زمان پخت لخته‌ها بستگی دارد. با توجه به توانایی کارخانه تولیدکننده و روش تولید، کیفیت پنیر بالاتر می‌رود و در نتیجه پنیر دارای کشش مناسب‌تری خواهد بود.

## انواع پنیر پیتزا
انواع پنیرهایی که برای پیتزا استفاده می‌شوند، از نظر طعم، بافت، و خواص متفاوتی ممکن است. برخی از معروف‌ترین انواع پنیر پیتزا عبارتند از:
- موتزارلا (Mozzarella): این نوع پنیر ایتالیایی بافتی نرم و طراوتی دارد و معمولاً بر روی پیتزاهای خاصی مانند پیتزای مارگاریتا استفاده می‌شود. طعم شیرین و خامه‌ای دارد که بعد از پختن بر روی پیتزا ذوب می‌شود.
- پرووولونه (Provolone): این پنیر دیگری از ایتالیا با بافتی متوسط تا سفت و طعم قوی است. از آن برای افزودن طعم و عمق به پیتزاهایی که از گوشت قرمز استفاده می‌کنند، استفاده می‌شود.
- چدر (Cheddar): این پنیر معمولاً از انگلستان به عنوان پنیر پیتزا استفاده نمی‌شود، اما برخی از مزارع پنیر در کشورهایی مانند آمریکا از آن استفاده می‌کنند. این پنیر دارای طعم تند و مقداری شور است.
- فتا (Feta): این پنیر یونانی با طعم شور و مقداری تند است. معمولاً در پیتزاهایی که از سبزیجات و زیتون استفاده می‌شود، استفاده می‌شود.
- ریکوتا (Ricotta): این پنیر ایتالیایی بافتی نرم و کرمی دارد و اغلب برای تهیه پیتزاهای لذیذ و مخصوصی مانند پیتزای لازانیا استفاده می‌شود.

این تنها چند نمونه از انواع پنیرهایی هستند که معمولاً برای پیتزاها استفاده می‌شوند. هر نوع پنیر به طور مخصوصیتی به طعم و بافت پیتزا کمک می‌کند، بنابراین انتخاب پنیر بستگی به سلیقه شما دارد.
مطابق تعریف فرهنگ لغت غذا و آشپزی، پنیر پیتزا مخلوط دلمه بسته پنیر، مشابه با موزارلا است که از شیر گاو تهیه می‌شود [...] که برای تهیه پیتزا استفاده می‌شود و تاحدی دارای آب کمتری نسبت به پنیر موزارلا است. اغلب پنیرهای پیتزا شامل ۹۵ درصد پنیر موزارلا هستد و تفات اصلی آنها میزان رطوبت و چگالی چربی است.
البته! در اینجا یک مطلب دربارهٔ غذا با پنیر پیتزاست:

## غذای لذیذ با پنیر پیتزا
غذا با پنیر پیتزا و غذاهایی که شامل پنیر پیتزا هستند، همیشه محبوب و خوشمزه هستند. این پنیر غنی از طعم و مواد مغذی است و می‌تواند به غذاها طعم و لذت بیشتری ببخشد. اکنون بیایید چند غذای خوشمزه با پنیر پیتزا را بررسی کنیم:

### 1. پنیر پیتزا درون ساندویچ
یکی از راه‌های خوشمزه برای استفاده از پنیر پیتزا، استفاده از آن درون ساندویچ‌ هاست. می‌توانید با اضافه کردن پنیر پیتزا به ساندویچ خود، طعم و مزه‌ای منحصر به فرد را تجربه کنید. می‌توانید آن را با سبزیجات و گوشت‌ های مورد علاقه‌ تان ترکیب کنید.

### 2. پاستا با پنیر پیتزا
ترکیب پاستا با پنیر پیتزا نیز یک ایده خوب برای غذای سریع و خوشمزه است. می‌توانید پاستاهای مختلفی را با سس پنیر پیتزا تهیه کنید و با اضافه کردن سبزیجات و گوشت به آن، یک غذای کامل و خوشمزه داشته باشید.

### 3. پیتزای سریع با پنیر پیتزا
اگر عجله دارید و می‌خواهید یک غذای سریع و خوشمزه درست کنید، پیتزای سریع با پنیر پیتزا گزینه‌ای عالی است. می‌توانید نان خرما یا تست خود را با سس گوجه فرنگی، پنیر پیتزا و مواد دلخواه خود پخته و لذت ببرید.
بنابراین، پنیر پیتزا می‌تواند به غذاهای مختلف طعم و لذت بیشتری ببخشد. امیدوارم که از این ایده‌ها لذت ببرید و غذاهای خوشمزه با پنیر پیتزا را تجربه کنید!